# Верхний Берсут
Верхний Берсут — село в Мамадышском районе Татарстана. Входит в состав Усалинского сельского поселения.

## География
Находится на реке Берсут, в 46 км к западу от города Мамадыша.

## История
Известно с 1627 года. В исторических документах упоминается также под названием Кирлы.
В XVIII — первой половине XIX века жители относились к сословию государственных крестьян. Их основные занятия в этот период — земледелие и скотоводство.
В 1880—1890 годы в селе была построена мечеть, в 1912 — вторая мечеть (действовала до 1930 г., в 1931 г. был снесён минарет, в здании размещалась школа, в 1948 г. сгорело).
В начале XX века в селе действовали мечеть, мектеб, водяная мельница, паровая лесопилка, 7 мелочных лавок. В этот период земельный надел сельской общины составлял 1341,9 десятины.
До 1920 года село входило в Нижне-Суньскую волость Мамадышского уезда Казанской губернии. С 1920 года в составе Мамадышского кантона ТАССР. С 10 августа 1930 года в Мамадышском, с 10 февраля 1935 — в Кзыл-Юлдузском, с 26 марта 1959 — в Мамадышском районах.
В 1930 году в селе был образован колхоз, в 1993 году был реорганизован в коллективное предприятие «Татарстан»; в 1993 году бригада села (вместе с деревней Кук-Чишма) была присоединена к открытому акционерному обществу «Усалиагрохимсервис».

## Население
| 1782 | 1859 | 1897 | 1908 | 1920 | 1926 | 1949 | 1958 | 1970 | 1979 | 1989 | 2002 | 2010 | 2017 |
| ---- | ---- | ---- | ---- | ---- | ---- | ---- | ---- | ---- | ---- | ---- | ---- | ---- | ---- |
| 98   | 615  | 1008 | 1170 | 1203 | 1137 | 760  | 944  | 866  | 741  | 506  | 407  | 339  | 285  |

Национальный состав села — татары.

## Экономика
Жители занимаются полеводством, молочным скотоводством.
В окрестностях села расположено месторождение известняков.

## Инфраструктура
В селе действуют библиотека (с 1953 г.), клуб (с 1990 г.).

## Религия
Мечеть (с 1996 г.).